# Hôrky
Hôrky jsou obec v okrese Žilina na Slovensku. V roce 2011 zde žilo 693 obyvatel. První písemná zmínka o obci pochází z roku 1393.